# Patrick Sercu
Patrick Sercu, né le 27 juin 1944 à Roulers en Flandre-Occidentale et mort le 19 avril 2019, est un coureur cycliste belge, actif à la fois sur piste et sur route entre 1961 et 1983. Sur piste, il est champion olympique du kilomètre contre-la-montre aux Jeux olympiques d'été de 1964, ainsi que triple champion du monde de vitesse en 1963 (chez les amateurs), 1967 et 1969. Il détient le record du nombre de victoires sur les courses de six jours, après avoir remporté 88 courses en 223 participations, dont plusieurs de ces victoires avec Eddy Merckx. Sur route, il s'adjuge le classement par points du Tour de France 1974. Il a également gagné six étapes du Tour de France et treize étapes au Tour d'Italie.
Avec ses compatriotes Eddy Merckx, Roger De Vlaeminck, Freddy Maertens et Rik Van Looy, il est l'un des grands cyclistes belges des années 1960 et 1970.
Il est le fils d'Albert Sercu, coureur cycliste professionnel de 1940 à 1952.

## Biographie

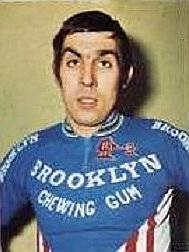
Patrick Sercu en 1973.

Professionnel de 1965 à 1983, il a concouru sur piste et sur route. Il détient le record de victoires sur les courses de six jours avec 88 succès, sur 223 disputés. Parmi ceux-ci, il en dispute 27 avec Eddy Merckx, en remportant quinze.
Il a également été champion olympique du kilomètre aux Jeux de 1964 à Tokyo, s'imposant en 1 min 9 s 59 devant l'Italien Giovanni Pettenella, le Français Pierre Trentin et champion du monde de vitesse en 1963 chez les amateurs et en 1967 et 1969 chez les professionnels. Son palmarès sur route comprend 103 victoires, dont 13 étapes du Tour d'Italie et 6 étapes du Tour de France, dont il a été lauréat du maillot vert du classement par point en 1974, édition où il porte durant une étape le maillot jaune. Trois ans plus tard, il remporte trois étapes du Tour 1977, dont la 12e étape Roubaix-Charleroi, après une échappée en solitaire de 175 kilomètres.
Il est ensuite directeur de la piste du vélodrome de Gand et organisateur des Six Jours de Gand et des Six Jours de Hasselt (2006 à 2009). Son fils Christophe Sercu dirige l'équipe cycliste Topsport Vlaanderen-Baloise.
Patrick Sercu est mort le 19 avril 2019.

## Palmarès sur route

### Palmarès année par année
| - 1964 - Gand-Wevelgem amateurs - 2e du Grand Prix d'Affligem - 1967 - Mémorial Tom Simpson - 1968 - Circuit de Flandre centrale - 2e du Tour du Limbourg - 1969 - 5ea étape de Tirreno-Adriatico - Circuit de la vallée de la Lys - 3e du Circuit des régions flamandes - 8e de Paris-Roubaix - 1970 - Tour de Sardaigne : - Classement général - 4e étape - 3e étape de Tirreno-Adriatico - 5e étape du Tour d'Italie - 2e de la Nokere Koerse - 2e du Tour de Calabre - 2e de la Coppa Sabatini - 2e de Milan-Vignola - 3e du Tour de la province de Reggio de Calabre - 7e du Tour des Flandres - 1971 - 2e étape du Tour de Sardaigne - Grand Prix de la Banque - 1rea étape du Tour de Romandie - 13e et 14e étapes du Tour d'Italie - 2e du Tour de Campanie - 2e de Milan-Vignola - 2e du Grand Prix du 1er mai - 2e de la Coppa Bernocchi - 3e de Sassari-Cagliari - 1972 - 5e étape du Tour de Sardaigne - 3e étape de Tirreno-Adriatico - Championnat des Flandres - Circuit du Houtland - 2e de Paris-Camembert - 2e de la Coppa Bernocchi - 3e du Tour de Sardaigne - 3e de Sassari-Cagliari - 1973 - Sassari-Cagliari - Circuit des onze villes - 2e étape du Tour des Pouilles - 9e étape du Tour d'Italie - Maaslandse Pijl - 2e de Milan-Vignola - 5e de Milan-San Remo - 9e du Tour des Flandres | - 1974 - 2e, 3e et 5e étapes du Tour de Sardaigne - Circuit des Ardennes flamandes - Ichtegem - Flèche côtière - 2e, 10e et 11eb étapes du Tour d'Italie - Bruxelles-Ingooigem - Tour de France : - Classement par points - 3e, 4e et 8eb étapes - 2e du Circuit Het Volk - 2e du Tour de Sicile en ligne - 9e du Tour des Flandres - 1975 - 3e étape du Tour de Sardaigne - Circuit des Ardennes flamandes - Ichtegem - 3e étape de Tirreno-Adriatico - 2e et 5ea étapes du Tour de Romandie - 2e, 12e et 17ea étapes du Tour d'Italie - Championnat de Flandre-Occidentale - Circuit du Port de Dunkerque - Mémorial Tom Simpson - 2e du Circuit Het Volk - 2e du Grand Prix Cemab à Mirandola - 2e de Milan-Vignola - 1976 - 4e étape du Tour de Sardaigne - 4e étape du Tour des Pouilles - 1rea, 1reb et 10e étapes du Tour d'Italie - 3e du Circuit Het Volk - 7e de Milan-San Remo - 1977 - 3e et 4e étapes du Tour méditerranéen - 2e et 3e étapes du Tour de Sardaigne - Kuurne-Bruxelles-Kuurne - 6ea et 7ea étapes de Paris-Nice - 3e, 4ea, 4eb et 7e étapes du Critérium du Dauphiné libéré - 7ea, 12e et 13ea étapes du Tour de France - 2e du Grand Prix E3 - 3e du Tour de Sardaigne - 8e de Milan-San Remo - 1978 - Circuit de la région frontalière - 1reb étape du Tour de Belgique - 1979 - 5eb étape du Tour d'Allemagne - Grand Prix Union Dortmund - 1980 - Circuit du Sud-Ouest (Omloop van het Zuidwesten) |  |

### Résultats dans les grands tours

#### Tour de France
2 participations
- 1974 : 89e,  vainqueur du classement par points et des 3e, 4e et 8eb étapes,  leader une demi-étape du classement général
- 1977 : hors-délais (17e étape), vainqueur des 7ea, 12e et 13ea étapes

#### Tour d'Italie
7 participations :
- 1970 : 90e, vainqueur de la 5e étape
- 1971 : 69e, vainqueur des 13e et 14e étapes
- 1972 : hors-délais (4ea étape)
- 1973 : 97e, vainqueur de la 9e étape
- 1974 : abandon (16e étape), vainqueur des 2e, 10e et 11eb étapes
- 1975 : 67e, vainqueur des 2e, 12e et 17ea étapes
- 1976 : abandon (16e étape), vainqueur des 1rea, 1reb et 10e étapes,  leader deux jours (dont une journée à deux demi-étapes) du classement général.

## Palmarès sur piste

### Palmarès année par année
| - 1961 - 2e du championnat de l'américaine amateur (avec Benoni Beheyt) - 1962 - Champion de Belgique de vitesse amateur - Champion de Belgique de l'américaine amateur (avec Romain De Loof) - 1963 - Champion du monde de vitesse amateur - Champion de Belgique de vitesse amateur - Champion de Belgique d'omnium amateur - Champion de Belgique de l'américaine amateur (avec Romain De Loof) - Omnium de Bruxelles (avec Eddy Merckx) - 1964 - Champion olympique du kilomètre des Jeux olympiques de Tokyo - Champion de Belgique de vitesse amateur - Champion de Belgique d'omnium amateur - Champion de Belgique de l'américaine amateur (avec Eddy Merckx) - Omnium de Bruxelles (x3) (avec Eddy Merckx) - Omnium de Cologne (avec Eddy Merckx) - Omnium d'Anvers (avec Eddy Merckx) - Omnium de Forest-Vorst (avec Eddy Merckx) - 1965 - Champion d'Europe d'omnium - Champion de Belgique de vitesse amateur - Champion de Belgique d'omnium amateur - Champion de Belgique de l'américaine amateur (avec Eddy Merckx) - Six Jours de Gand (avec Eddy Merckx) - Grand Prix du Roi - 2e du championnat du monde de vitesse - 2e des Six Jours de Bruxelles (avec Eddy Merckx) - 3e des Six Jours d'Anvers (avec Emile Severeyns et Theo Verschueren) - 1966 - Champion de Belgique d'omnium - Champion de Belgique de l'américaine (avec Eddy Merckx) - Six Jours de Francfort (avec Klaus Bugdahl) - Omnium d'Anvers (avec Eddy Merckx) - Omnium de Rocourt (avec Eddy Merckx) - Omnium d'Ostende (avec Eddy Merckx) - Omnium de Bruxelles (avec Eddy Merckx) - Omnium de Gand (avec Rik Van Steenbergen, Eddy Merckx et Noël Van Clooster) - 2e des Six Jours d'Anvers (avec Klaus Bugdahl et Eddy Merckx) - 2e des Six Jours de Gand (avec Klaus Bugdahl) - 3e des Six Jours de Milan (avec Leandro Faggin) - 3e des Six Jours de Zurich (avec Klaus Bugdahl) - 3e des Six Jours d'Amsterdam (avec Jan Janssen) - 1967 - Champion du monde de vitesse - Champion d'Europe d'omnium - Champion de Belgique de vitesse - Champion de Belgique d'omnium - Champion de Belgique de l'américaine (avec Eddy Merckx) - Six Jours de Charleroi (avec Ferdinand Bracke) - Six Jours de Cologne (avec Klaus Bugdahl) - Six Jours de Gand (avec Eddy Merckx) - Six Jours de Montréal a (avec Emile Severeyns) - Six Jours de Münster (avec Klaus Bugdahl) - Américaine d'Ostande (avec Eddy Merckx) - Américaine de Rocourt (avec Eddy Merckx) - 2e du championnat de Belgique derrière derny - 2e des Six Jours d'Anvers (avec Eddy Merckx et Klaus Bugdahl) - 2e des Six Jours de Berlin b (avec Eddy Merckx) - 2e des Six Jours de Milan (avec Klaus Bugdahl) - 2e des Six Jours de Zurich (avec Klaus Bugdahl) - 2e des Six Jours de Dortmund (avec Klaus Bugdahl) - 3e des Six Jours de Francfort (avec Klaus Bugdahl) - 3e des Six Jours de Brême (avec Klaus Bugdahl) - 3e des Six Jours de Berlin a (avec Klaus Bugdahl) - 3e des Six Jours de Montréal b (avec Emile Severeyns) - 1968 - Champion d'Europe d'omnium - Champion d'Europe de l'américaine b (avec Peter Post) - Champion de Belgique de vitesse - Champion de Belgique d'omnium - Champion de Belgique de l'américaine (avec Eddy Merckx) - Six Jours de Dortmund (avec Rudi Altig) - Six Jours de Francfort (avec Rudi Altig) - Six Jours de Londres (avec Peter Post) - Six Jours de Rotterdam (avec Peter Post) - Omnium de Gand (avec Eddy Merckx) - Omnium d'Ostende (avec Eddy Merckx) - Grand Prix d’Anvers - 2e du championnat du monde de vitesse - 2e des Six Jours de Cologne (avec Eddy Merckx) - 2e des Six Jours de Montréal a (avec Emile Severeyns) - 2e des Six Jours de Gand (avec Rik Van Looy) - 2e des Six Jours de Zurich (avec Peter Post) - 3e du championnat d'Europe de l'américaine a (avec Klaus Bugdahl) - 3e des Six Jours d'Anvers (avec Klaus Bugdahl et Jan Janssen) - 3e des Six Jours de Charleroi (avec Rik Van Looy) - 1969 - Champion du monde de vitesse - Champion d'Europe de l'américaine (avec Eddy Merckx) - Champion d'Europe d'omnium - Champion de Belgique de vitesse - Champion de Belgique de l'américaine (avec Rik Van Looy) - Six Jours d'Anvers (avec Peter Post et Rik Van Looy) - Six Jours de Brême (avec Peter Post) - Six Jours de Charleroi (avec Norbert Seeuws) - Six Jours de Dortmund (avec Peter Post) - Six Jours de Francfort (avec Peter Post) - Six Jours de Londres (avec Peter Post) - 2e des Six Jours de Berlin a (avec Peter Post) - 2e des Six Jours de Milan (avec Eddy Merckx) - 2e des Six Jours de Gand (avec Alain Van Lancker) - 2e des Six Jours de Cologne (avec Peter Post) - 2e des Six Jours de Montréal (avec Emile Severeyns) - 3e des Six Jours de Zurich (avec Alain Van Lancker) - 1970 - Champion d'Europe de l'américaine (avec Eddy Merckx) - Champion d'Europe d'omnium - Champion de Belgique de l'américaine (avec Norbert Seeuws) - Six Jours de Brême (avec Peter Post) - Six Jours de Cologne (avec Peter Post) - Six Jours de Gand (avec Jean-Pierre Monseré) - Six Jours de Londres (avec Peter Post) - 2e des Six Jours d'Anvers (avec Romain De Loof et Alain Van Lancker) - 2e des Six Jours de Berlin (avec Albert Fritz) - 3e des Six Jours de Zurich (avec Sigi Renz et Jürgen Schneider) - 1971 - Champion d'Europe d'omnium - Champion de Belgique d'omnium - Champion de Belgique de l'américaine (avec Jean-Pierre Monseré) - Six Jours de Berlin (avec Peter Post) - Six Jours de Francfort (avec Peter Post) - Six Jours de Gand (avec Roger De Vlaeminck) - Six Jours de Londres (avec Peter Post) - Six Jours de Rotterdam (avec Peter Post) - 2e des Six Jours de Bruxelles (avec Roger De Vlaeminck) - 2e des Six Jours de Brême (avec Peter Post) - 3e du championnat d'Europe de l'américaine (avec Graeme Gilmore) - 3e des Six Jours de Dortmund (avec Peter Post) - 3e des Six Jours de Grenoble (avec Ferdinand Bracke) - 1972 - Champion d'Europe d'omnium - Champion de Belgique d'omnium - Champion de Belgique de l'américaine (avec Roger De Vlaeminck) - Six Jours de Dortmund (avec Alain Van Lancker) - Six Jours de Gand (avec Julien Stevens) - Six Jours de Londres (avec Tony Gowland) - Omnium de Gand (avec Walter Godefroot et Eddy Merckx) - 2e du championnat d'Europe de l'américaine (avec Julien Stevens) - 2e des Six Jours d'Anvers (avec Rik Van Linden et Alain Van Lancker) - 2e des Six Jours de Milan (avec Gianni Motta) - 2e des Six Jours de Brême (avec Peter Post) - 3e des Six Jours de Munich (avec Alain Van Lancker) - 1973 - Champion d'Europe d'omnium - Champion de Belgique de l'américaine (avec Julien Stevens) - Six Jours de Cologne (avec Alain Van Lancker) - Six Jours de Dortmund (avec Eddy Merckx) - Six Jours de Gand (avec Graeme Gilmore) - Six Jours de Grenoble (avec Eddy Merckx) - Six Jours de Milan (avec Julien Stevens) - 2e des Six Jours de Rotterdam (avec Eddy Merckx) - 2e des Six Jours de Londres (avec Gianni Motta) | - 1974 - Champion de Belgique d'omnium - Champion de Belgique de l'américaine (avec Eddy Merckx) - Six Jours d'Anvers (avec Eddy Merckx) - Six Jours de Dortmund (avec René Pijnen) - Six Jours de Londres (avec René Pijnen) - Américaine de Caen (avec Jean-Pierre Genet) - Américaine de Vitré (avec Cyrille Guimard) - Américaine de Cherbourg (avec Raymond Poulidor) - Américaine de Gand (avec Graeme Gilmore) - Omnium de Cherbourg - Omnium de Gand (avec Graeme Gilmore) - 2e des Six Jours de Rotterdam (avec Eddy Merckx) - 2e des Six Jours de Gand (avec Sigi Renz) - 2e des Six Jours de Cologne (avec Wilfried Peffgen) - 3e des Six Jours de Grenoble (avec René Pijnen) - 3e des Six Jours de Brême (avec Graeme Gilmore) - 1975 - Champion d'Europe de l'américaine (avec René Pijnen) - Champion de Belgique d'omnium - Champion de Belgique de l'américaine (avec Eddy Merckx) - Six Jours d'Anvers (avec Eddy Merckx) - Six Jours de Berlin (avec Dietrich Thurau) - Six Jours de Brême (avec René Pijnen) - Six Jours de Gand (avec Eddy Merckx) - Six Jours de Grenoble (avec Eddy Merckx) - Six Jours de Zurich (avec Günter Haritz) - 2e des Six Jours de Dortmund (avec Eddy Merckx) - 2e des Six Jours de Munich (avec Eddy Merckx) - 2e des Six Jours de Francfort (avec Dietrich Thurau) - 3e des Six Jours de Rotterdam (avec Alain Van Lancker) - 3e des Six Jours de Londres (avec Alain Van Lancker) - 1976 - Champion d'Europe d'omnium - Champion de Belgique d'omnium - Champion de Belgique de l'américaine (avec Eddy Merckx) - Champion de Belgique de derny - Six Jours d'Anvers (avec Eddy Merckx) - Six Jours de Dortmund (avec Freddy Maertens) - Six Jours de Maastricht (avec Graeme Gilmore) - Six Jours de Milan (avec Francesco Moser) - Six Jours de Rotterdam (avec Eddy Merckx) - Américaine de Grenoble (avec Eddy Merckx) - 2e des Six Jours de Berlin (avec René Pijnen) - 2e des Six Jours de Gand (avec Ferdi Van Den Haute) - 2e des Six Jours de Munich (avec Graeme Gilmore) - 3e des Six Jours de Zurich (avec Klaus Bugdahl) - 3e des Six Jours de Grenoble (avec Felice Gimondi) - 3e des Six Jours de Brême (avec Graeme Gilmore) - 1977 - Champion d'Europe d'omnium - Champion d'Europe de course derrière derny - Champion de Belgique d'omnium - Champion de Belgique de l'américaine (avec Ferdi Van Den Haute) - Six Jours d'Anvers (avec Freddy Maertens) - Six Jours de Berlin (avec Eddy Merckx) - Six Jours de Copenhague (avec Ole Ritter) - Six Jours de Gand (avec Eddy Merckx) - Six Jours de Londres (avec René Pijnen) - Six Jours de Maastricht (avec Eddy Merckx) - Six Jours de Munich (avec Eddy Merckx) - Six Jours de Zurich (avec Eddy Merckx) - Américaine de Copenhague (avec Eddy Merckx) - Américaine de Copenhague (avec Eddy Merckx) - Omnium de Vincennes (avec Eddy Merckx) - Omnium de Zurich (avec Eddy Merckx) - Omnium de Vienne (avec Eddy Merckx) - Omnium de Vienne (avec Eddy Merckx) - 2e des Six Jours de Grenoble (avec Eddy Merckx) - 2e des Six Jours de Brême (avec Klaus Bugdahl) - 3e du championnat d'Europe de l'américaine (avec Klaus Bugdahl) - 3e des Six Jours de Dortmund (avec Wilfried Peffgen) - 3e des Six Jours de Rotterdam (avec Freddy Maertens) - 3e des Six Jours de Francfort (avec Klaus Bugdahl) - 3e des Six Jours de Herning (avec Ole Ritter) - 1978 - Champion d'Europe de l'américaine (avec Eddy Merckx) - Champion de Belgique d'omnium - Six Jours de Berlin (avec Dietrich Thurau) - Six Jours de Francfort (avec Dietrich Thurau) - Six Jours de Gand (avec Gerrie Knetemann) - Six Jours de Grenoble (avec Dietrich Thurau) - Six Jours de Munich (avec Gregor Braun) - Omnium de Zurich (avec Eddy Merckx) - 2e des Six Jours de Milan (avec Giuseppe Saronni) - 3e des Six Jours de Dortmund (avec Dietrich Thurau) - 3e des Six Jours de Herning (avec Niels Fredborg) - 1979 - Champion d'Europe de l'américaine (avec Gregor Braun) - Champion de Belgique d'omnium - Six Jours de Berlin (avec Dietrich Thurau) - Six Jours de Cologne (avec Gregor Braun) - Six Jours de Dortmund (avec Dietrich Thurau) - Six Jours de Londres (avec Albert Fritz) - Six Jours de Munich (avec Dietrich Thurau) - Six Jours de Rotterdam (avec Albert Fritz) - Six Jours de Zurich (avec Albert Fritz) - Six Jours de Hanovre (avec Albert Fritz) - 2e du championnat d'Europe de course derrière derny - 2e du championnat d'Europe d'omnium - 2e des Six Jours d'Anvers (avec Rik Van Linden et Roger De Vlaeminck) - 2e des Six Jours de Gand (avec Stan Tourné) - 2e des Six Jours de Francfort (avec Dietrich Thurau) - 2e des Six Jours de Groningue (avec Albert Fritz) - 3e des Six Jours de Milan (avec Felice Gimondi) - 3e des Six Jours de Grenoble (avec Bernard Vallet) - 3e des Six Jours de Maastricht (avec Albert Fritz) - 3e des Six Jours de Brême (avec Dietrich Thurau) - 3e des Six Jours de Copenhague (avec Kim Gunnar Svendsen) - 1980 - Champion d'Europe d'omnium - Six Jours de Berlin (avec Gregor Braun) - Six Jours de Brême (avec Albert Fritz) - Six Jours de Copenhague (avec Albert Fritz) - Six Jours de Dortmund (avec Gregor Braun) - Six Jours de Gand (avec Albert Fritz) - Six Jours de Herning (avec Gert Frank) - Six Jours de Milan (avec Giuseppe Saronni) - 2e du championnat d'Europe de course derrière derny - 2e des Six Jours de Maastricht (avec Albert Fritz) - 2e des Six Jours de Hanovre (avec Dietrich Thurau) - 3e du championnat d'Europe de l'américaine (avec Dietrich Thurau) - 3e des Six Jours de Cologne (avec Albert Fritz) - 3e des Six Jours de Rotterdam (avec Albert Fritz) - 3e des Six Jours de Londres (avec Albert Fritz) - 1981 - Six Jours de Cologne (avec Albert Fritz) - Six Jours de Copenhague (avec Albert Fritz) - Six Jours de Gand (avec Gert Frank) - Six Jours de Grenoble (avec Urs Freuler) - Six Jours de Milan (avec Francesco Moser) - 2e du championnat de Belgique de course aux points - 2e des Six Jours de Brême (avec Albert Fritz) - 2e des Six Jours de Hanovre (avec Gert Frank) - 3e du championnat d'Europe d'omnium - 3e des Six Jours de Zurich (avec René Pijnen) - 3e des Six Jours de Rotterdam (avec Albert Fritz) - 1982 - Champion de Belgique d'omnium - Six Jours de Berlin (avec Maurizio Bidinost) - Six Jours d'Anvers (avec Roger De Vlaeminck) - Six Jours de Copenhague (avec René Pijnen) - Six Jours de Munich (avec René Pijnen) - Six Jours de Rotterdam (avec René Pijnen) - 2e des Six Jours de Milan (avec Francesco Moser) - 2e des Six Jours de Cologne (avec Gregor Braun) - 2e des Six Jours de Zurich (avec Danny Clark) - 2e des Six Jours de Brême (avec Gert Frank) - 2e des Six Jours de Herning (avec René Pijnen) - 2e des Six Jours de Zurich (avec Danny Clark) - 3e des Six Jours de Gand (avec Roger De Vlaeminck) - 3e des Six Jours de Maastricht (avec Gerrie Knetemann) - 1983 - Champion d'Europe de l'américaine (avec René Pijnen) - Six Jours de Rotterdam (avec René Pijnen) - Six Jours de Copenhague (avec Gert Frank) - 2e des Six Jours d'Anvers (avec Etienne De Wilde) - 2e des Six Jours de Milan (avec Moreno Argentin) - 2e des Six Jours de Brême (avec Albert Fritz) |

### Records
- Record du monde du kilomètre départ arrêté : 1964 et 1 min 6 s 76 en 1972
- Record du monde du kilomètre départ lancé : 1 min 2 s 46 en 1967 et 1 min 2 s 40 en 1973
- Record du monde du 500 mètres départ lancé : 29 s 66 en 1964

## Distinction
- Médaille d'or du Mérite sportif en 1965.